# Lethrus kentauensis
Lethrus kentauensis är en skalbaggsart som beskrevs av Kral och Olexa 1996. Lethrus kentauensis ingår i släktet Lethrus och familjen tordyvlar. Inga underarter finns listade i Catalogue of Life.